# Хуажев, Иосиф Валерьевич
Иосиф Валерьевич Хуажев (27 июня 1973) — советский, узбекистанский и российский футболист, нападающий и полузащитник.

## Биография
Воспитанник узбекистанского футбола. На взрослом уровне начал выступать в 1990 году в составе «Чирчика» во второй низшей лиге СССР. С 1992 года играл со своей командой в высшей лиге независимого чемпионата Узбекистана.
В 1995 году перешёл во владикавказский клуб «Спартак-Алания», но сыграл только три матча за дублирующий состав. Также играл в России за «Моздок», «Автодор» (Владикавказ), «Спартак» (Нальчик) и любительские команды.
Несколько раз возвращался в Узбекистан, играл в высшем дивизионе за «Трактор» (Ташкент) и «Кимёгар» (Чирчик). Всего в чемпионате Узбекистана сыграл 91 матч и забил 14 голов. В 2000 году сыграл 6 матчей в высшей лиге Казахстана в составе «Елимая».

## Личная жизнь
После окончания карьеры живёт в Пятигорске. Женат.
Отец, Валерий Хуажев (род. 1940) тоже был футболистом, играл в первой и второй лигах СССР за «Химик» (Чирчик) и «Спартак» (Самарканд).